# Parafia Przemienienia Pańskiego w Lubani
Parafia Przemienienia Pańskiego w Lubani – parafia rzymskokatolicka, znajdująca się w diecezji łowickiej, w dekanacie Nowe Miasto nad Pilicą. 